# Otto Baum
Otto Baum (ur. 15 listopada 1911 w Stetten, zm. 18 czerwca 1998 tamże) – SS-Oberführer. 

## Życiorys
Uczestniczył w agresji na Polskę, otrzymał Krzyż Żelazny 2 stopnia za bitwę pod Modlinem.
Dowodził 2 Dywizją Pancerną SS "Das Reich" (28 lipca 1944 – 23 października 1944), 17 Dywizją Grenadierów Pancernych SS "Götz von Berlichingen" (18 czerwca 1944 - 1 sierpnia 1944) i 16 Dywizją Grenadierów Pancernych SS "Reichsführer SS" (24 października 1944 – 8 maja 1945). Kawaler Żelaznego Krzyża Rycerskiego z Liśćmi Dębu i Mieczami (Ritterkreuz des Eisernen Kreuzes mit Eichenlaub und Schwertern).
Po walkach na Węgrzech wycofał się do południowej Austrii, gdzie poddał się wojskom brytyjskim. Po wojnie żył w rodzinnym miasteczku.